# Klang (Moselle)
Klang település Franciaországban, Moselle megyében. Lakosainak száma 213 fő (2022. január 1.). Klang Buding, Hombourg-Budange, Kédange-sur-Canner, Kemplich és Veckring községekkel határos.

## Népesség
A település népességének változása:
| Lakosok száma | 222  | 256  | 252  | 247  | 241  | 241  | 239  | 225  | 218  | 213  |
|               | 1968 | 1982 | 1990 | 2006 | 2013 | 2015 | 2017 | 2019 | 2020 | 2022 |